# Drepanocladus polygamus
Drepanocladus polygamus (Schimp.) Hedenäs, 1997 è un muschio della famiglia Amblystegiaceae con distribuzione cosmopolita.

## Descrizione
É un muschio di medie dimensioni, con fusti alti 2–6 cm, irregolarmente ramificati, di colore dal giallastro al verde brillante, talora rossastro.
Le foglie, erette o espanse, dritte o falciformi, sono lunghe 1,5-3,5 mm, con una sviluppata singola nervatura centrale; margine intero o leggermente sinuoso; apice acuminato.
È una specie monoica, cioè con organi riproduttivi maschili e femminili sulla stessa pianta.
Lo sporofito ha capsule cilindriche, ricurve, lunghe 2,5–3 mm; l'opercolo è conico, con apice smussato. Il peristoma è composto da un esostoma a margine intero o leggermente dentato e da un endostoma ciliato, con ciglia in gruppi di tre. Le spore, papillose, hanno un diametro di 15–18 µm.
Caratteri microscopici in grado di favorire il riconoscimento della specie sono: le cellule alari rigonfie, chiaramente differenziate dalle altre cellule, disposte in un raggruppamento triangolare, che si estende per gran parte della base foliare; un apice fogliare acuminato e canalizzato (osservabile nelle sezioni trasverse) e cellule basali con pareti cellulari porose.

Immagini al microscopio ottico
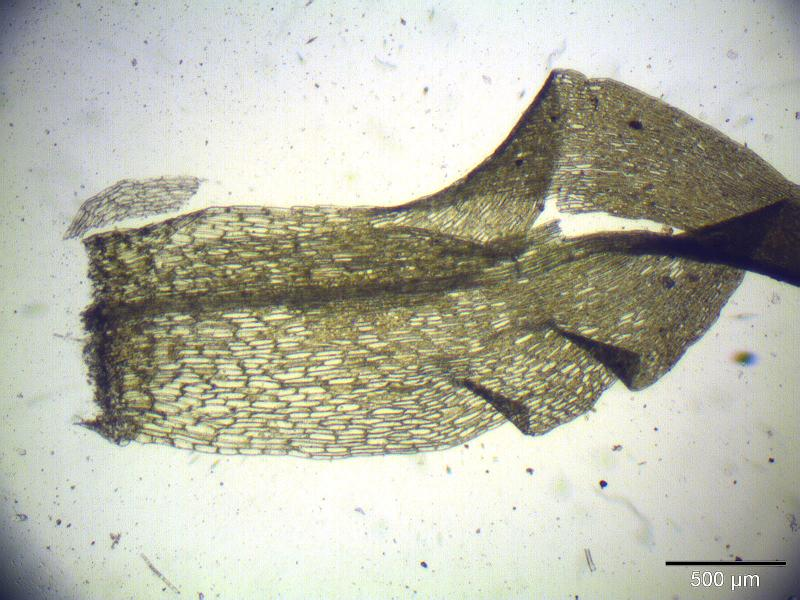
Foglia, ingrandita ~40 volte
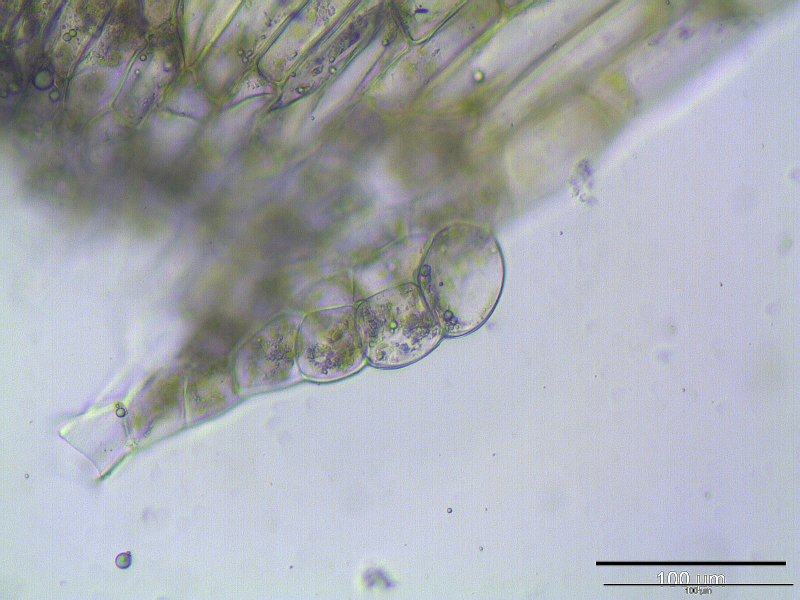
Cellule alari, ingrandite ~250 volte
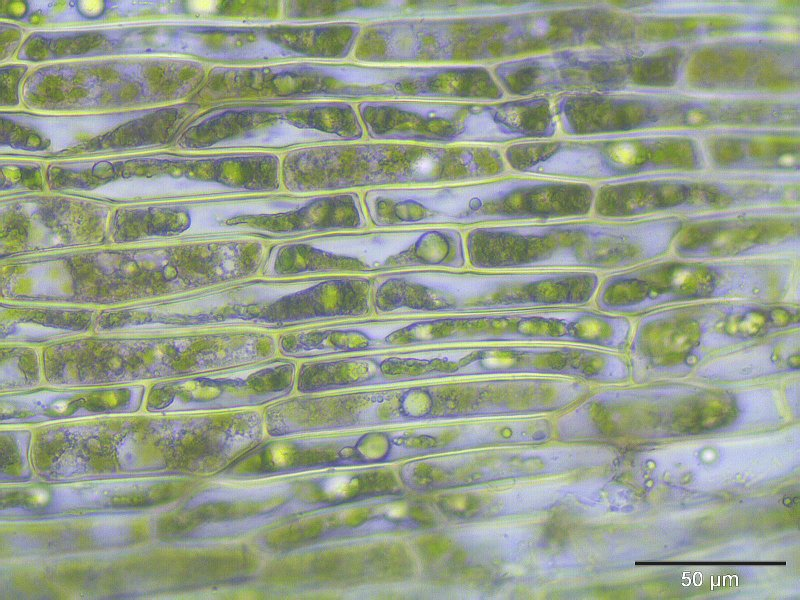
Cellule laminari, ingrandite ~400 volte

## Distribuzione e habitat
La specie è presente in tutti i continenti compresa l'Antartide.
Popola habitat di acqua dolce caratterizzati da frequenti fluttuazioni del livello dell'acqua, quali zone umide ricche di nutrienti, paludi eutrofiche, rive di fossati, stagni e laghi, foreste paludose; è in grado di tollerare periodi anche prolungati di immersione.